# Эспелетский перец
Эспелетский (Эспелетийский) перец (фр. piment d'Espelette) — разновидность перца стручкового, которая культивируется на юго-западе Франции. Назван в честь посёлка Эспелет. В 2000 году зарегистрирован в национальной системе контроля подлинности происхождения (Франция), а 22 августа 2002 года в общеевропейской со статусом PDO, пределы которого ограничиваются коммунами Эспелет, Эноа, Камбо-ле-Бен, Альсу, Итксасу, Жачу, Ларресор, Сен-Пе-сюр-Нивель, Сураид и Юстарис.
Урожай собирают в конце лета и в сентябре, связки перца развешивают на балконах и стенах домов, где он постепенно, в течение двух месяцев высыхает в естественных условиях, поглощая максимальное количество солнечного света. Ежегодно в последние выходные октября проходит фестиваль перца, привлекающий тысячи туристов. Жгучесть пряности не высока: по шкале жгучести Сковилла она не превышает 4000 единиц, вкус скорее пикантный, но не острый, что делает перец очень популярным. Его можно приобрести в виде связки из свежих или сушеных плодов, в молотом виде, замаринованным в банках. Кроме того, его добавляют в смесь для вяления байоннской ветчины, традиционное баскское блюдо мармитако, местные сыры из овечьего и козьего молока и даже в шоколад.
Перец был завезён во Францию между 1492 и 1503 годами. Сначала он использовался для медицинских целей, затем стал цениться как приправа и естественный консервант для хранения мяса. Теперь это краеугольный камень баскской кухни (откуда он почти полностью вытеснил чёрный перец).